# Paul Marinus van Baerdt van Sminia
Paul Marinus van Baerdt van Sminia (Leeuwarden, 27 maart 1901 - Sandbostel, 15 april 1945) was een Nederlandse burgemeester.

## Leven en werk
Van Baerdt van Sminia, lid van de familie Van Sminia, was een zoon van Hobbe van Baerdt van Sminia en Tjallinga Aurelia Wilhelmina van Welderen barones Rengers. Hij trouwde met Elisabeth van Geen op 30 november 1927 te Apeldoorn. Uit dit huwelijk werden onder anderen zoons Hobbe en Frans geboren.
In 1934 werd Van Sminia benoemd tot burgemeester van Utingeradeel. Hij woonde in Oldeboorn. In 1935 werd hij ook voorzitter van de veenpolder De Deelen. 
In de Tweede Wereldoorlog hielp hij neergestorte geallieerde piloten het land uitkomen. Op 4 mei 1944 werd verzetsman Sjerp de Vries opgepakt en gevangengezet in het gemeentehuis te Akkrum. Van Sminia had een sleutel van de cel en liet De Vries ontsnappen. Hij werd verraden door veldwachter Pieter Bergsma en op 5 mei opgepakt en naar het Huis van Bewaring te Leeuwarden gebracht en vervolgens via Kamp Amersfoort. Eind 1944 werd hij naar kamp Neuengamme gebracht. In 1945 werd de burgemeester op transport gezet naar Lübeck. Onderweg werd gestopt bij Kamp Sandbostel. Van Sminia die aan vlektyfus leed werd op 15 april 1945 doodgeschoten.
Van Sminia ligt begraven op de begraafplaats van Oudkerk

## Gedenktekens
In de Doelhôftsjerke te Oldeboorn is in 1948 een gedenkraam aangebracht. In het provinciehuis van Friesland te Leeuwarden hangt een plaquette aan de wand. Aan de muur van het gemaal De Deelen bij Haskerdijken is een plaquette aangebracht.

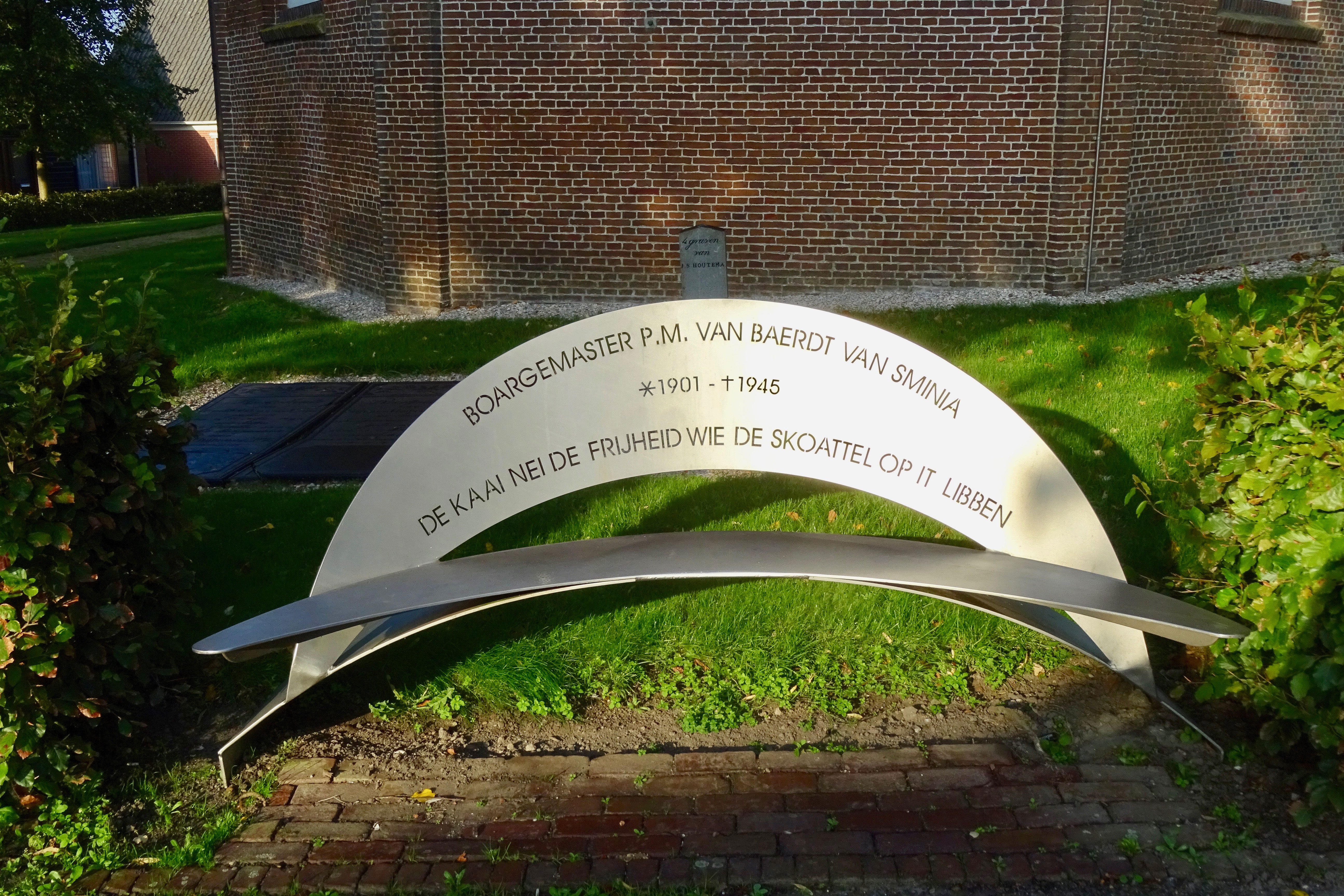
Gedenkbank bij de Terptsjerke in Akkrum
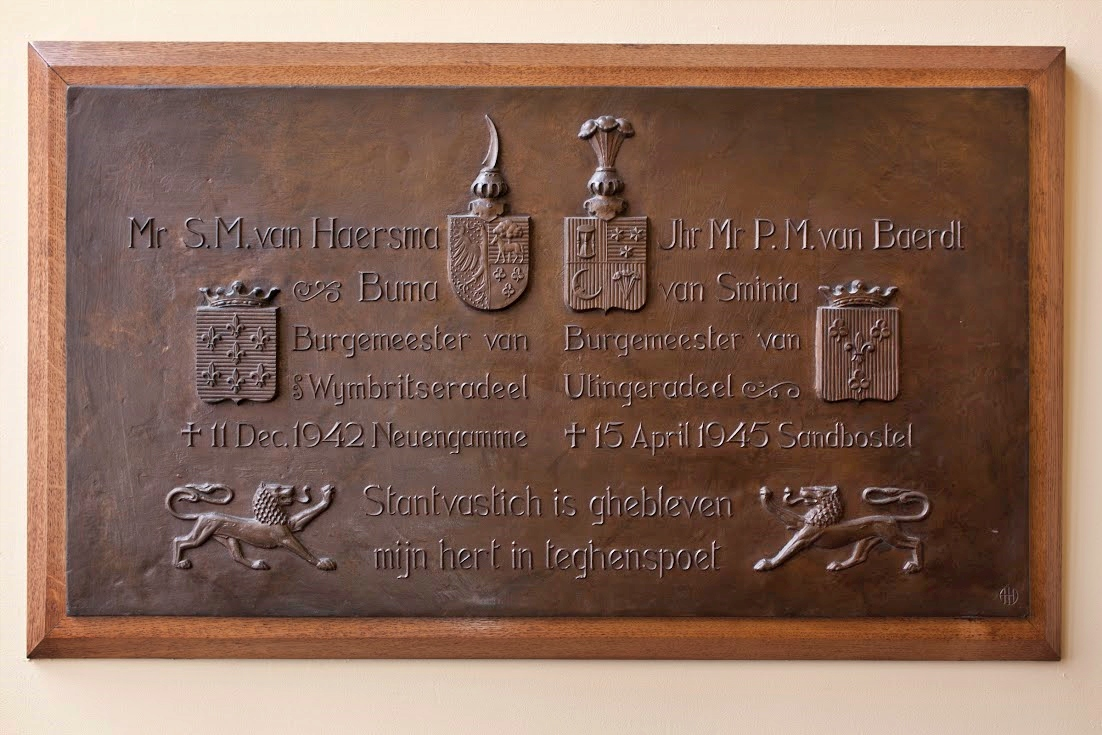
Plaquette in het provinciehuis te Leeuwarden
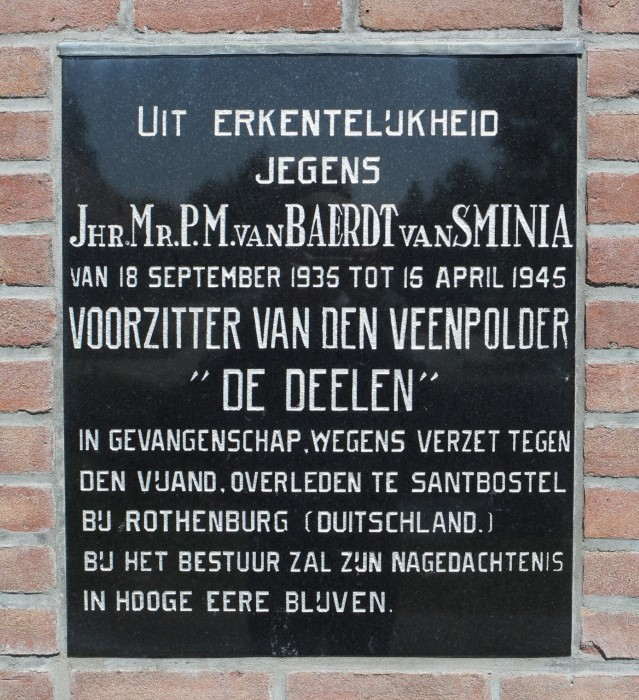
Plaquette in gemaal De Deelen te Haskerdijken
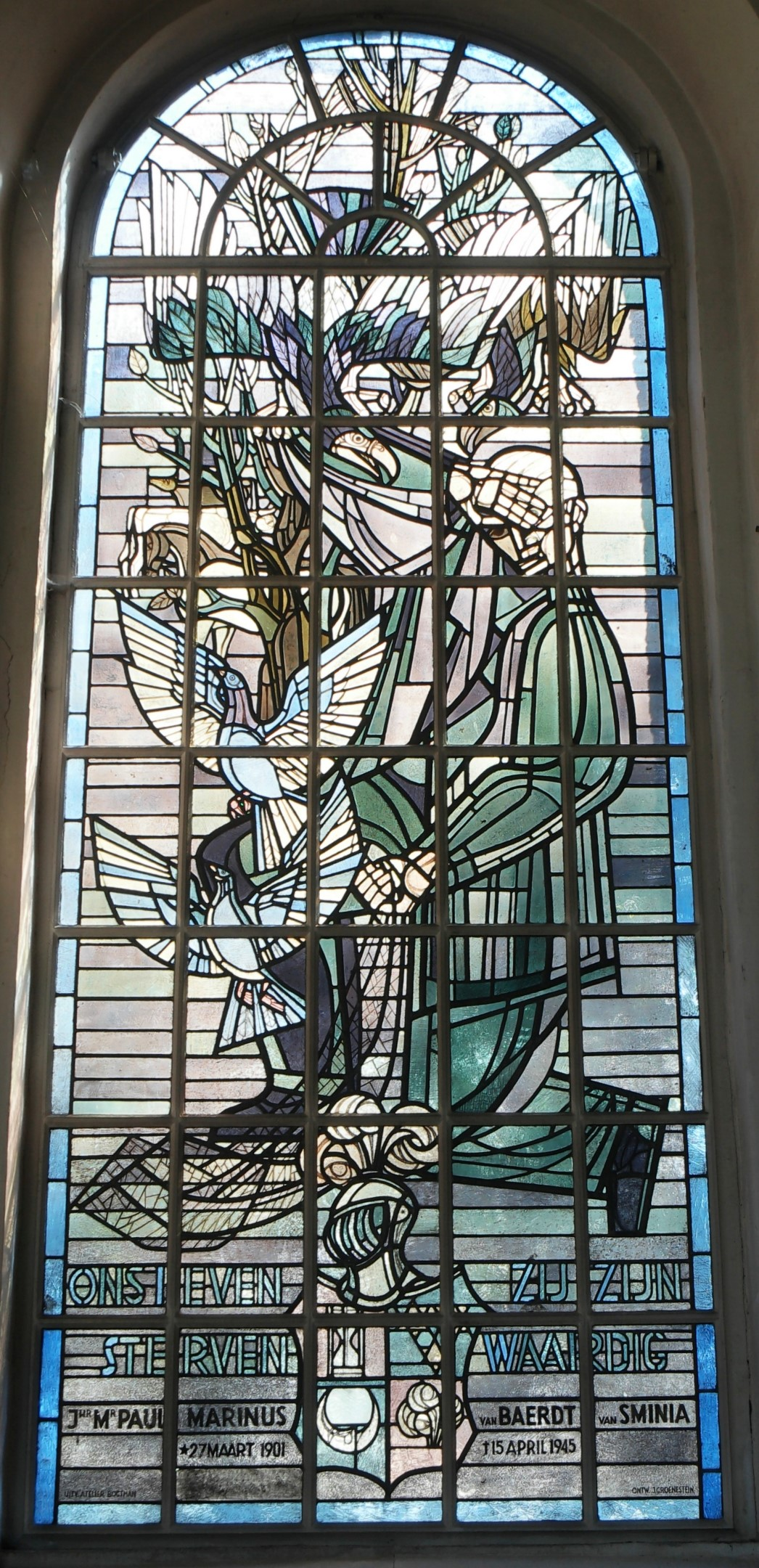
Gedenkraam voor Paul Marinus van Baerdt van Sminia in de Doelhôftsjerke